# AC/DÇU
Ne doit pas être confondu avec AC/DC.
AC/DÇU est un groupe hommage français dont le répertoire se compose de reprises de chansons du groupe australien de hard rock AC/DC. Mais il en a aussi créé des versions parodiques sur les thèmes de Noël et Pâques notamment, avec la complicité de Pascal Vincent, ex-membres de la troupe des Robins des Bois.
Créé en 2003 en Auvergne, le groupe a donné près de 180 concerts en France, avec comme point culminant le Zénith d'Auvergne en 2017 devant 2000 personnes.

## Biographie
Le groupe est formé à l'automne 2003 lorsque Fred Garcia, à l'origine batteur dans des groupes régionaux comme L'Harmonie Cadette de Haute-Lozère, Big Papa Travers, Brank Shme Bleu ou Bohemian Supermarket, désire approfondir sa « culture des indispensables » en louant des DVD de David Bowie, Prince, Peter Gabriel et AC/DC. Mais il se déclare « Assez décu » par la prestation du célèbre groupe australien. Par jeu de mots, le nom du groupe « AC/DÇU » est alors trouvé, et Fred Garcia s'amuse à détourner la pochette de l'album Back in Black en y ajoutant la mention « AC/DÇU, Déception tour ».

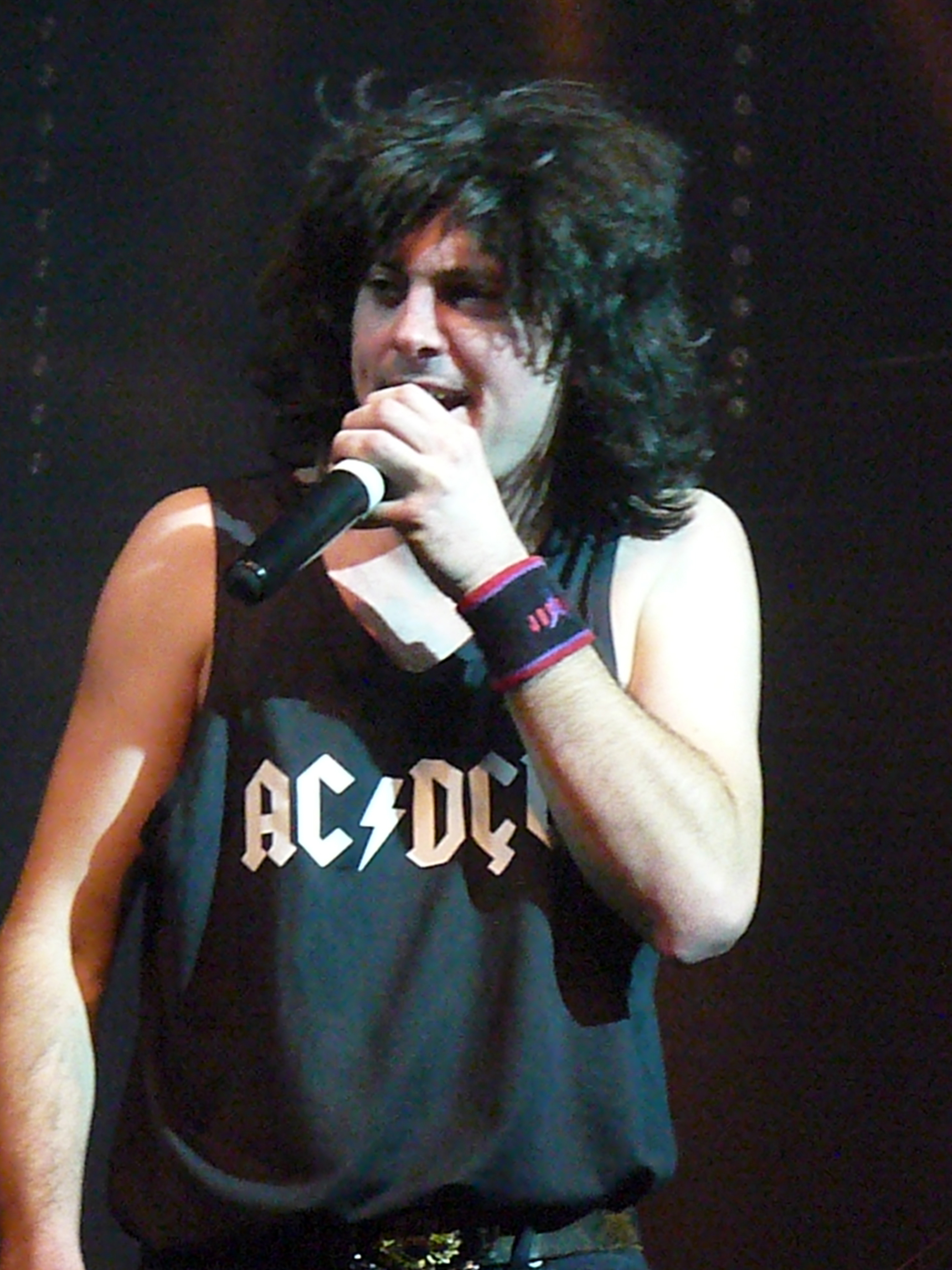
Fred Garcia en concert à Nancy le 1er janvier 2010

Après s'être affublé d'une perruque trouvée dans le magasin de lingerie de sa mère, et d'une casquette, il entre dans la peau de Brian Johnson et contacte des amis musiciens, avec lesquels il constitue un répertoire de sept ou huit chansons. Le 17 octobre 2003, le groupe formé donne son premier concert à Thiers, au départ une simple plaisanterie : « La blague ne tient que si musicalement tu envoies la soudure » déclare Fred Garcia,.
À ses débuts, le groupe se produit essentiellement en concert dans son département d'origine des Puy-de-Dôme et ceux voisins de la région Auvergne-Rhône-Alpes. Mais il joue aussi à Paris (Bus  Palladium, Le Divan du Monde, No-Pi, Sub Pigalle entre autres), à Marseille et dans les régions de Nouvelle-Aquitaine, Occitanie, Grand Est (L'Autre Canal, Les Trinitaires) et Bourgogne-Franche-Comté.  

Sur scène, le groupe utilise des effets hilarants comme trains en carton, poubelles crachant de la fumée, cloches en polystyrène, ballons, poupées gonflables et autres déguisements.

Concert le 1er janvier 2010 à L'Autre Canal de Nancy
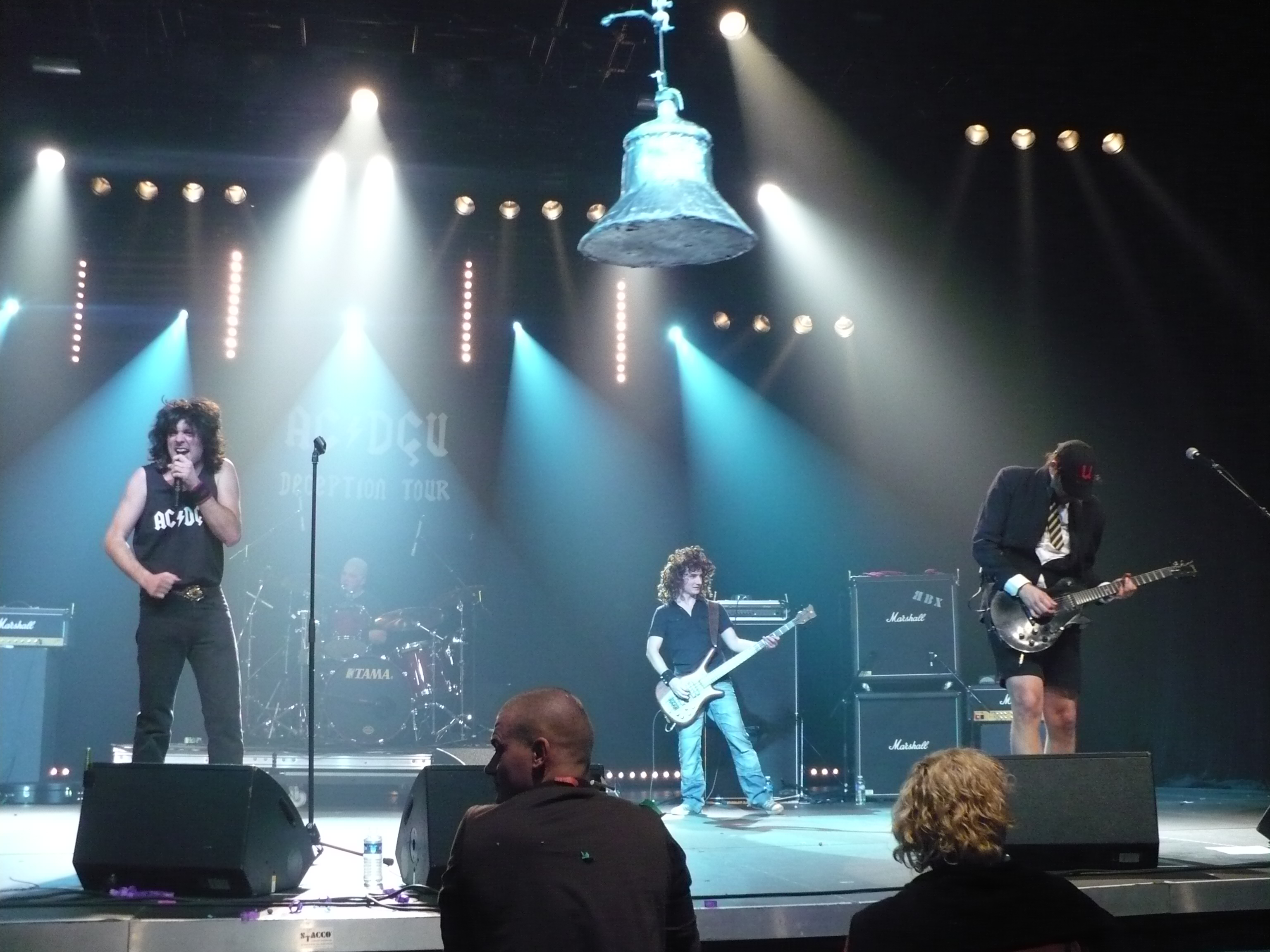
Le groupe avec la cloche en carton
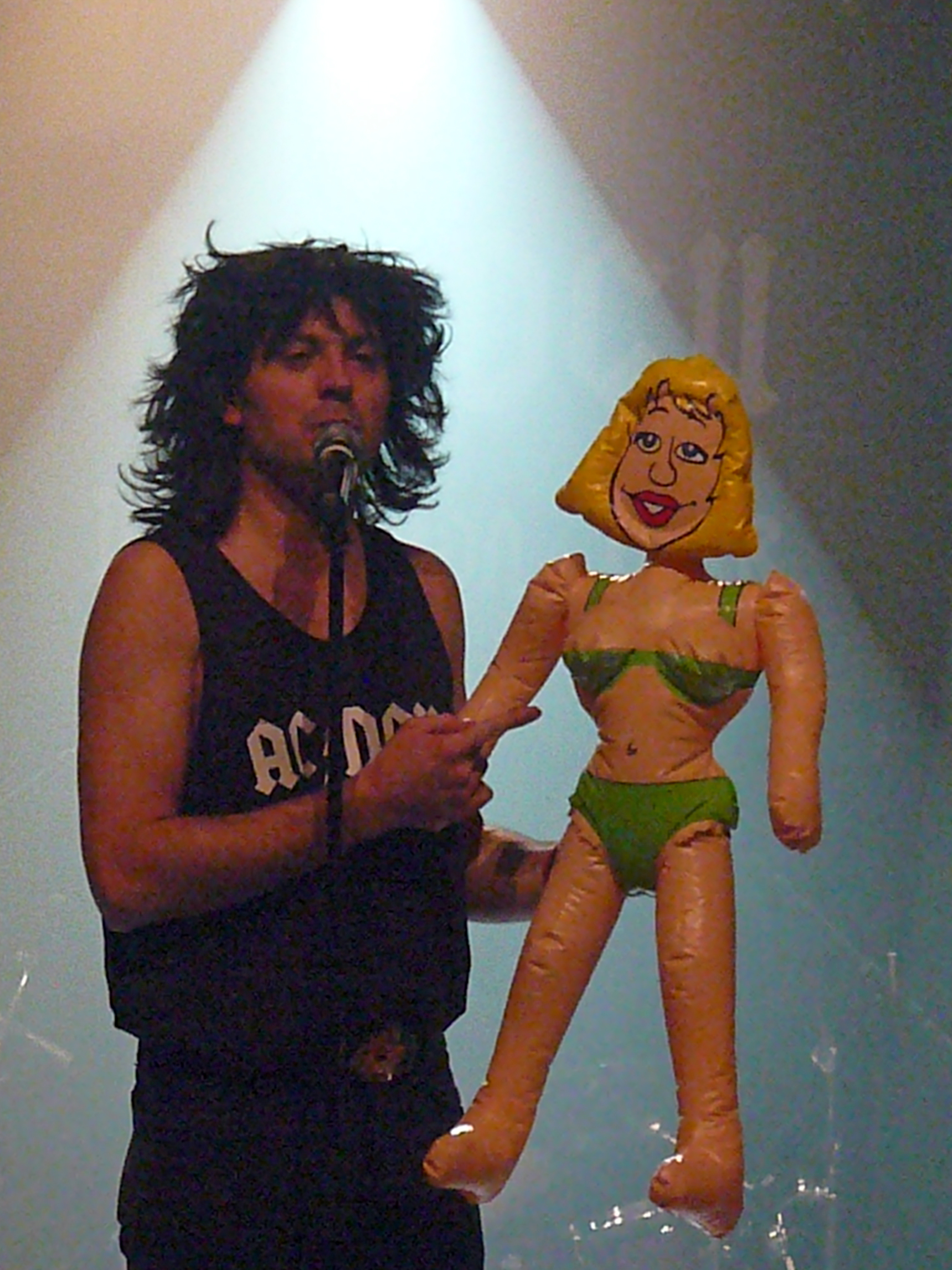
Le chanteur et une poupée gonflable
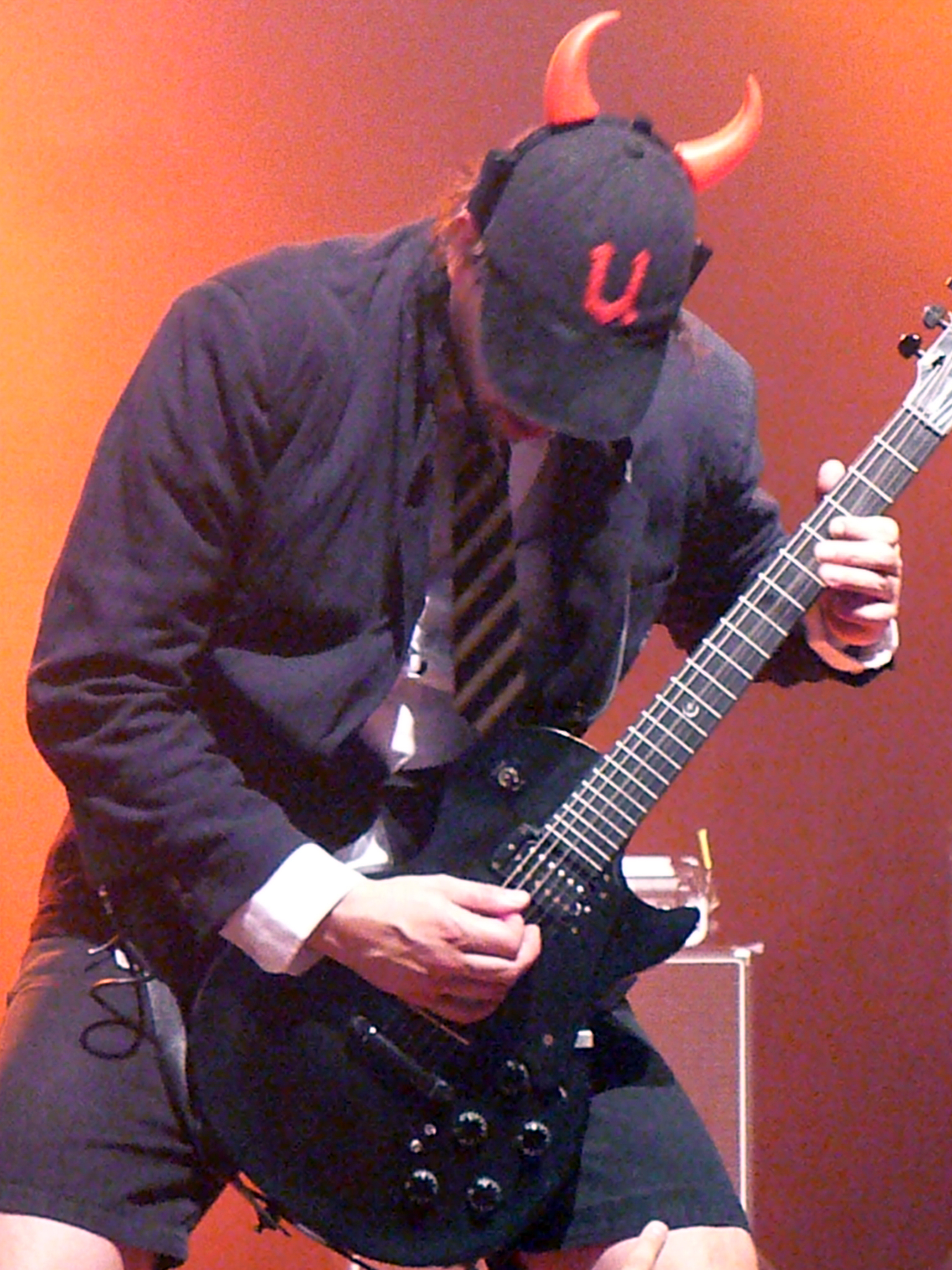
Le guitariste soliste
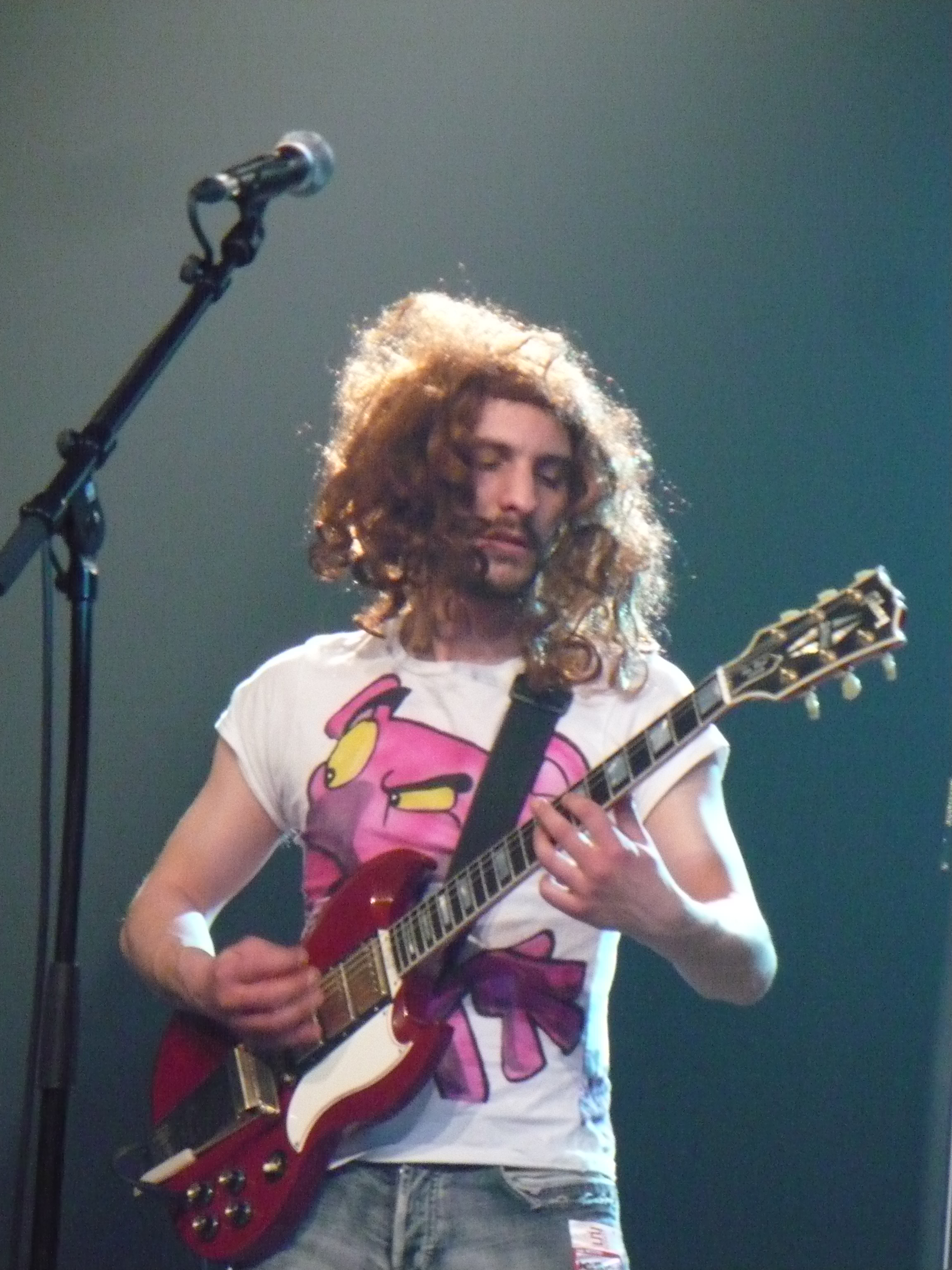
Le guitariste rythmique
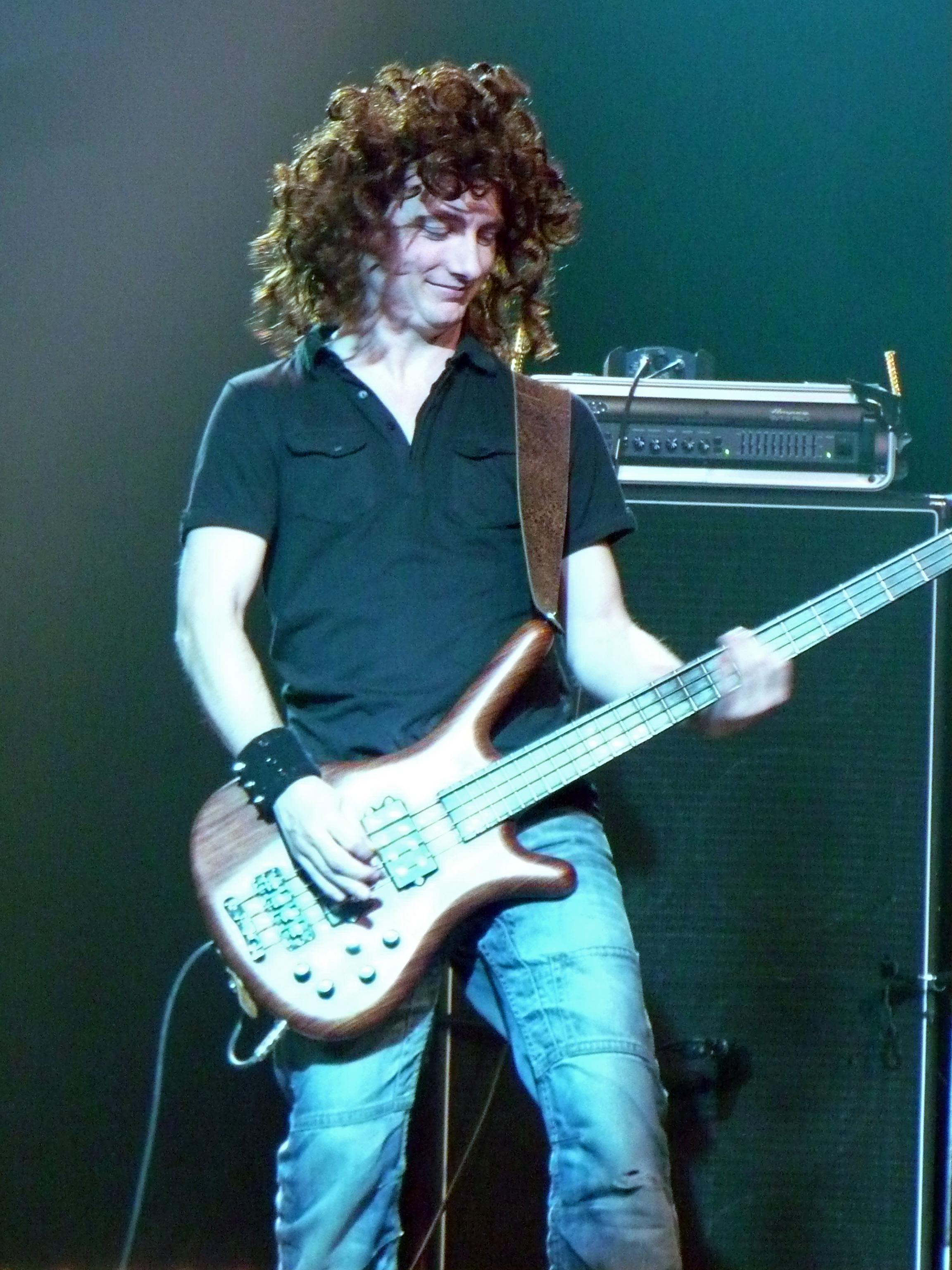
Le bassiste
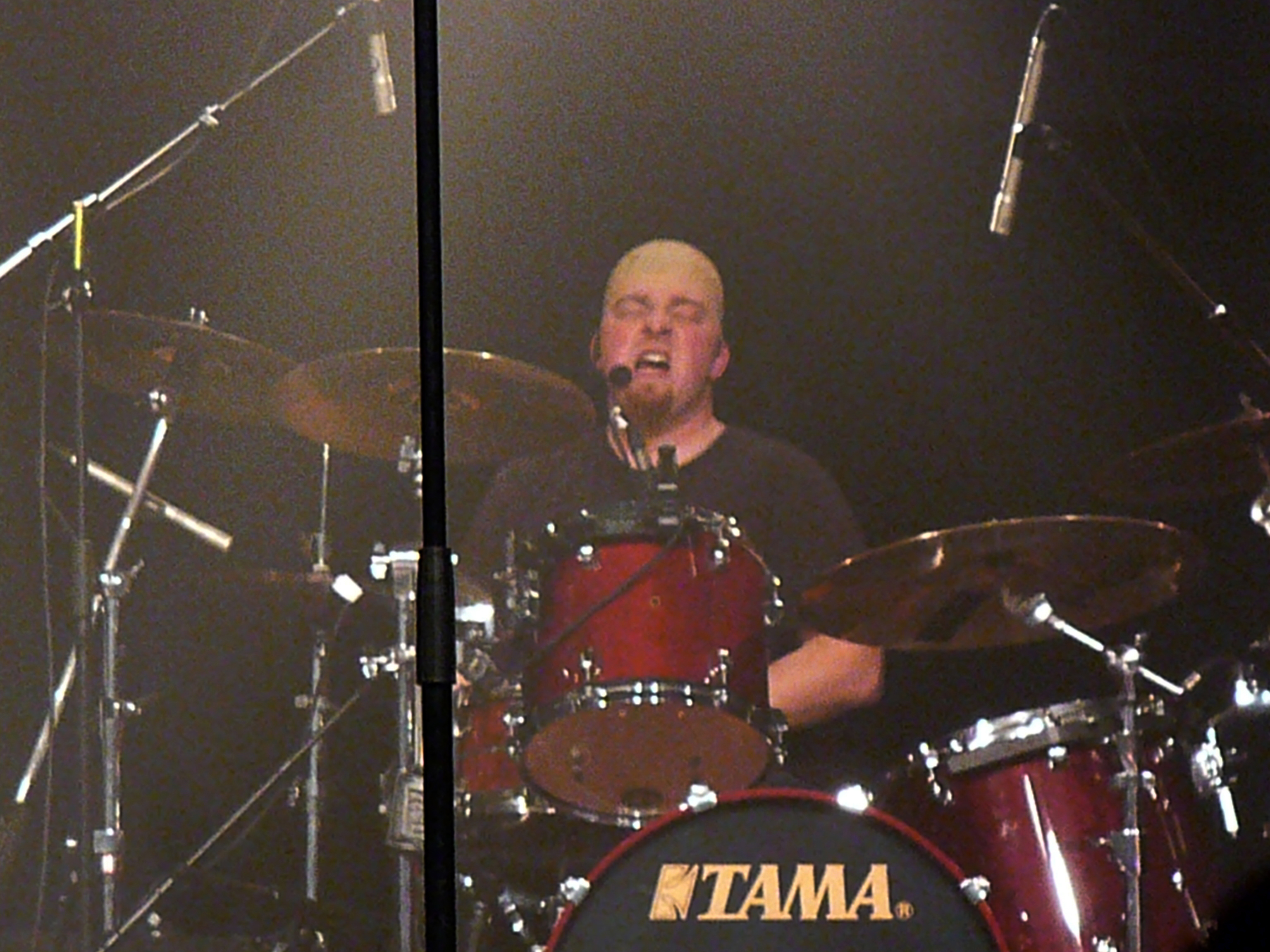
Le batteur

Le 19 octobre 2013, le groupe fête ses 10 ans lors d'une soirée au Tremplin à Beaumont,. À cette occasion, le groupe invite sur scène Pascal Vincent. Quelques jours plus tard, ce dernier leur propose de coller sur les mélodies d'AC/DC les paroles en français de célèbres chants de Noël, comme il l'avait déjà fait à l'époque des Robins des Bois en interprétant Highway to Tata Yoyo, d'après Annie Cordy. Le 30 novembre naît ainsi le « divin enfant d'AC/DÇU et de Pascal Vincent », pot-pourri de cinq chansons de Noël :. Il est Back né In Black le divin enfant, Vive le Thunderstruck vent, Mon beau sapin Rock'n Roll Train, PetiTnt Papa Noël et Highway to bons baisers de Fort-de-France. Le clip vidéo qui en résulte dépasse depuis les cinquante mille vues sur la chaîne You Tube de Pascal Vincent.

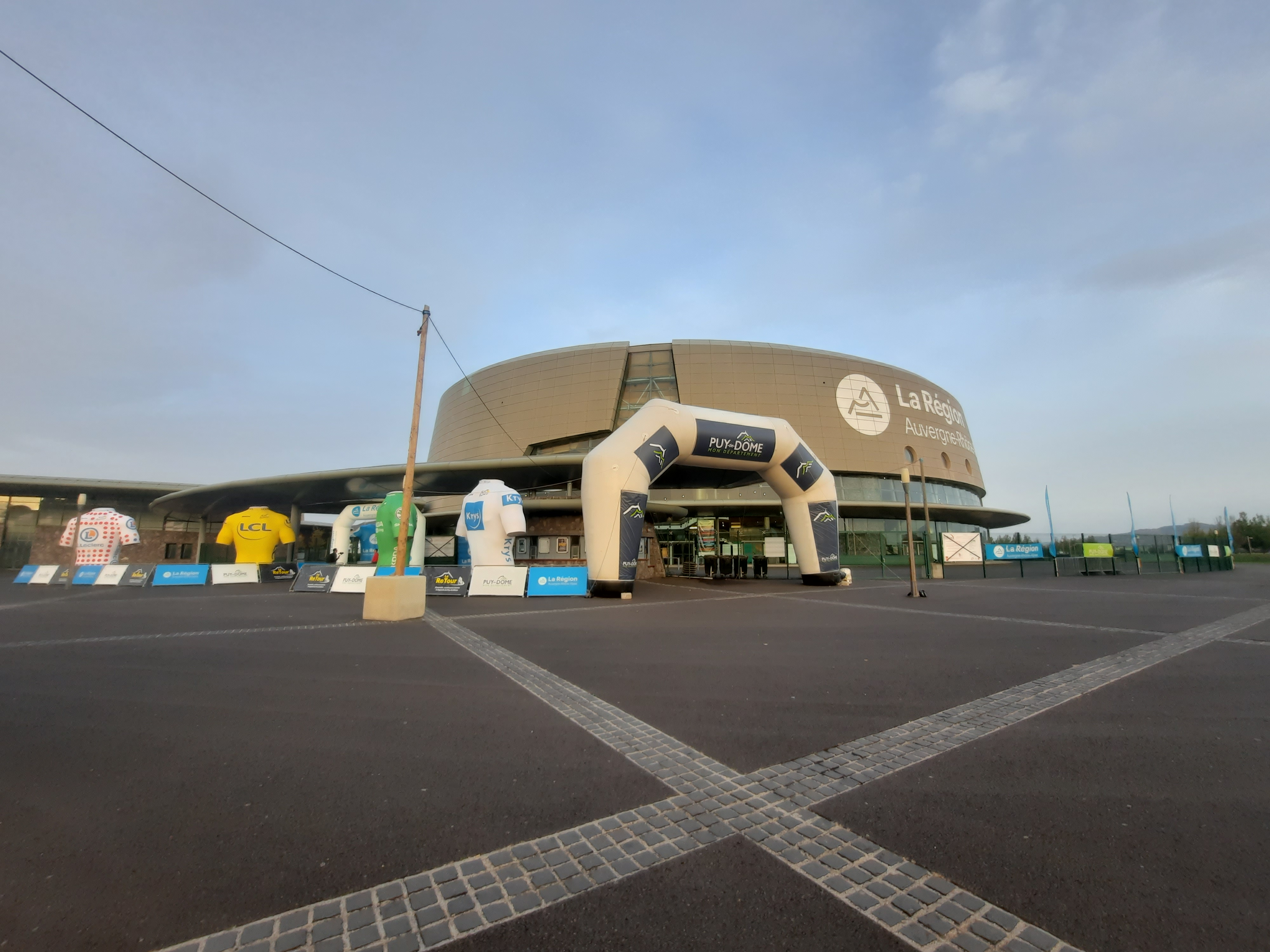
Le Zénith d'Auvergne (2022)

En 2015, la biographie officielle du groupe « AC/DÇU, c'est du bonbon » sort en bande dessinée, d'après un scénario du groupe et les dessins de Jérôme Eho. La même année, la société Silentis Music lui propose de jouer au Zénith d'Auvergne. Le 8 avril 2017, le projet prend forme dans l'imposante salle devant 2000 personnes, alors que la jauge initiale était de 1600. Le groupe débarque sur scène d'un hélicoptère en carton. Un deuxième concert dans un Zénith et une grosse tournée est ensuite proposé au groupe, mais ce dernier refuse par manque de temps, comme le déclare Fred Garcia : « Moi, je fais ça pour déconner, pas pour gagner ma vie. »
En 2018, après avoir multiplié les concerts pendant 15 ans avec de nombreux changements de musiciens, le groupe marque une pause : les membres du groupe, soucieux de rester des amateurs, désirent se consacrer à leurs familles et métiers respectifs. Un dernier concert est programmé le 28 juillet à Talizat dans le Cantal.
En 2021, le groupe se reforme pour un concert de charité : touchés par l'histoire de Paulin, 8 ans, petit vichyssois malade d'un lymphome et présent au concert d'AC/DÇU au Zénith en 2017, les musiciens désirent récolter des fonds pour les enfants malades. L'association « Les sourires d'Estaing », du nom de l'hôpital où est hospitalisé le petit garçon, est alors créée par Sébastien et Marie, parents de Paulin, avec Fred Garcia comme membre du bureau. Le concert, dont tous les bénéfices vont à l'association, a lieu à Cusset, le 25 février. Le 14 octobre 2022, le film documentaire « It's a long way to the pas top » qui retrace la vie du groupe sur scène et en dehors, réalisé par Cédric Trilho et Frédéric Garcia, est projeté au cinéma Étoile Palace de Vichy. Les bénéfices sont également versés à l'association.

« On s'est retrouvé pour jouer avec les gars et parfois tu n'as pas l'envie. Mais tu envoies un riff de guitare d'ACDC, un accord et c'est reparti. AC/DÇU, c'est le reflet de notre vie quotidienne. Dans l'univers qui nous entoure, pas toujours rose, c'est une récréation. C'est un travail colossal mais AC/DC nous permet de nous retrouver. On remet la casquette, le short, les perruques et on fait les cons ensembles. »

— Fred Garcia
En 2023, à l'occasion de ses 20 ans, le groupe sort le clip d'une chanson parodique sur le thème de Pâques : « Pâques in Black », d'après la chanson Back in Black d'AC/DC, sur une idée originale du comédien Pascal Vincent, ami du groupe depuis dix ans. On peut également y entendre, lors du solo de guitare, la mélodie du refrain d'Un lapin, célèbre chanson enfantine de Chantal Goya. Le clip, réalisé par Cédric Trilho, dépasse depuis les dix mille vues sur la chaîne You Tube de ce dernier et un petit Buzz puisqu'il sera visionné par plus de 170000 personnes en quelques jours sur Facebook.

## Membres

### Membres actuels
- Fred Garcia,  « Brian Johnson » : chant
- Julien Bournier, alias An'ju « Angus Young » : guitare solo
- Raoul Chichin, « Malcolm Young » : guitare rythmique
- Alain Chamorro, « Cliff Williams » : basse
- Jérémie Guillermin, « Phil Rudd » : batterie[17]

### Anciens membres
- Sylvain Labayle : guitare rythmique[12]
- Jessy Chancerelle : guitare rythmique

- Julien Pinot : batterie
- Olivier Sanchez : basse
- Yannick Saunier : batterie
- Arnaud Delbos : batterie
- Cédric Gaspard : guitare solo
- Laurent Gaspard : basse
- Stéphane Chauvet : guitare rythmique
- Damien Chauvet : batterie
- Nicolas Rutigliao : batterie
- Frédéric Girard : guitare rythmique
- Pierre Librini : guitare solo
- Richard Vasseur : guitare rythmique
- Richard Marchais : guitare solo
- Stéphane Barrier : basse
- Pils : guitare rythmique

## Vidéographie
- Pascal Vincent et Ac/Dçu : Wow là c'que j'ai grossi, clip réalisé par Pascal Vincent, 2024, produite par Acdçu et Pascal Vincent.
- Pascal Vincent et Ac/Dçu chantent Noël : clip réalisé par Pascal Vincent, 2013, durée 5 min 25 s.
- It's a long way to the pas top : documentaire réalisé par réalisé par Cédric Trilho et Frédéric Garcia, 2022, durée 1 h 25 min.
- Pascal Vincent et Ac/Dçu, Pâques in Black : clip réalisé par Pascal Vincent, 2023, durée 5 min 9 s.